# Hans Bruno Schneider
Hans Bruno Schneider (* 22. Dezember 1931 in Wien; † 15. Jänner 1997 ebenda) war ein österreichischer Zisterzienser und Historiker.

## Leben
Er wuchs in Wien-Hernals auf und wurde am 6. September 1952 im Zisterzienserstift Zwettl eingekleidet. Nach dem Noviziat studierte er 1953 bis 1959 in Rom, wurde am 21. Juli 1957 zum Priester geweiht und schloss seine Studien mit dem Doktorat ab. 1959 bis 1967 wirkte er als Sängerknabenpräfekt in Zwettl, ebenso leitete er das dortige Bildungshaus von 1968 bis 1976. 1976 trat er aus dem Zisterzienserorden aus und arbeitete zunächst im Österreichischen Bundesverlag. Von 1977 bis 1991 war er im Auftrag des Landesfeuerwehrkommandos Chefredakteur der Zeitschrift Brandaus, und ab 1982 zunehmend als Historiker der Feuerwehr tätig. Zusätzlich zur redaktionellen Arbeit entfaltete er eine ausführliche Vortragstätigkeit zum Thema Feuerwehr.
Seit seiner Studienzeit in Rom zeichnete Schneider ein reges Interesse an der Geschichte des Zisterzienserordens in Österreich aus. Erste Publikationen auf diesem Gebiet erfolgten in den 1960er Jahren; mit dem Jahr 1991 begann seine Tätigkeit als Zisterzienserforscher von Neuem. In wissenschaftlicher Zusammenarbeit mit dem späteren Generalabt des Ordens Polykarp Zakar veröffentlichte er Editionen und wissenschaftliche Artikel in den Analecta Cisterciensia. Seine Pläne, eine Geschichte der österreichischen Zisterzienserklöster zu verfassen, wurden im Jahr 1995 durch eine Krebsdiagnose unterbrochen. Er starb 1997 an den Folgen dieser Krankheit und wurde auf dem Dornbacher Friedhof bestattet.

## Werke
- Für verdienstvolle Tätigkeit, Band 1 der Niederösterreichischen Feuerwehrstudien, 1990
- Die Beziehungen der deutschen und österreichischen Feuerwehren, Band 2 der Niederösterreichischen Feuerwehrstudien, 1990
- Die Beziehungen der deutschen und österreichischen Feuerwehren, Band 2 der Niederösterreichischen Feuerwehrstudien, 1990
- Die Entstehung der Bezirksfeuerwehrverbände und das Grundgesetz des Niederösterreichischen Landesfeuerwehrverbands, Band 4 der Niederösterreichischen Feuerwehrstudien, 1993
- Die Beziehungen der deutschen und österreichischen Feuerwehren, Band 2 der Niederösterreichischen Feuerwehrstudien, 1990
- Baden 1869. Ein Verband für Niederösterreichs Feuerwehren, Band 5 der Niederösterreichischen Feuerwehrstudien, 1994
- Die Unterstützungskasse für verletzte Feuerwehrmänner bis 1877, Band 6 der Niederösterreichischen Feuerwehrstudien, 1995
- Das große Niederösterreichische Feuerwehrbuch-Ausgabe Süd, mit Joachim Rössl, Günter Schneider, 1986, ISBN 3-85447-179-3
- Das große Niederösterreichische Feuerwehrbuch-Ausgabe Nord, mit Joachim Rössl, Günter Schneider, 1986, ISBN 3-85447-178-5